# الإمبراطور جينمو
جِينمو-تِنو أو الإمبراطور جنمو (神武天皇) هو أول أباطرة اليابان الإنسيين حسب الأساطير اليابانية. ينحدر من آلهة الشمس أماتيراسو نو أو مي كامي. خرج من صلبه الأباطرة الذين حكموا بلاد اليابان. جاء جينمو من تاكاشيكو إلى أرض هيوغا، واحتل كل الأراضي الواقعة شرق المنطقة ليتوج أخيراً في أرض ياماتو.
ورد في كتاب الـكوجيكي (وقائع الأحداث القديمة) والذي يعود إلى عام 712، قامت آلهة الشمس أماتيراسو أو مي كامي بإرسال حفيدها نينيجي ليحكم الأرض. انتقلت إليه مقاليد الحكم من يد أحد أحفاد أوكونينوتشي، والذي كان من سلالة أحد إخوة الآلهة أماتيراسو: سوسانووو نو ميكوتو. ثم أصبح أحد أحفاده وهو جينمو أول إمبراطور من الإنسيين -حسب الأسطورة دائما-. تعدّ الأساطير اليابانية القديمة تاريخ تتويجه هو تاريخ نشأة العالم، أو اليابان على الأقل، وأرخ الحدث في سنة 660 ق.م. إلا أنه لا توجد دلائل علمية على هذا الزعم.

## أساطير
يعدّ الإمبراطور جينمو من قبل الدارسين على أنه إمبراطور أسطوري بسبب عدم توافر وثائق تاريخية حوله.
يقال أنه بعد فترة قصيرة من بداية عهد الإمبراطور جينمو تم تعيين رئيس الطقوس، وتم الحفاظ على هذا المنصب من قبل عشيرة ناكاتومي بعد القرن الثامن.

## مواضيع متعلقة
- مملكة ياماتو
- كوجيكي